# The Menace of the Mute
The Menace of the Mute er en amerikansk stumfilm fra 1915 af Ashley Miller og Arnold Daly.

## Medvirkende
- Arnold Daly som Ashton-Kirk
- Sheldon Lewis som David Hume
- Louise Rutter som Edyth Vail
- William Hartigan som Allen Morris
- Charles Laite som Pendleton